# NK Sokol Đakovo
NK Sokol bio je nogometni klub iz grada Đakova. 

## Povijest
Djelovao je do 1924., kad se je sjedinio s ĐŠK-om u ŠK Certissu. Nakon sjedinjenja igrali su utakmice na ĐŠK-ovom Pazarištu i od tad se izvode prvi značajniji radovi na uređenju igrališta.